# Mátrai Lajos György
Mátrai Lajos György, családi néven: Muderlak (Pest, 1850. március 6. – Budapest, Ferencváros, 1906. október 15.) magyar szobrász. Mátrai Lajos szobrász és éremművész édesapja.

## Életpályája

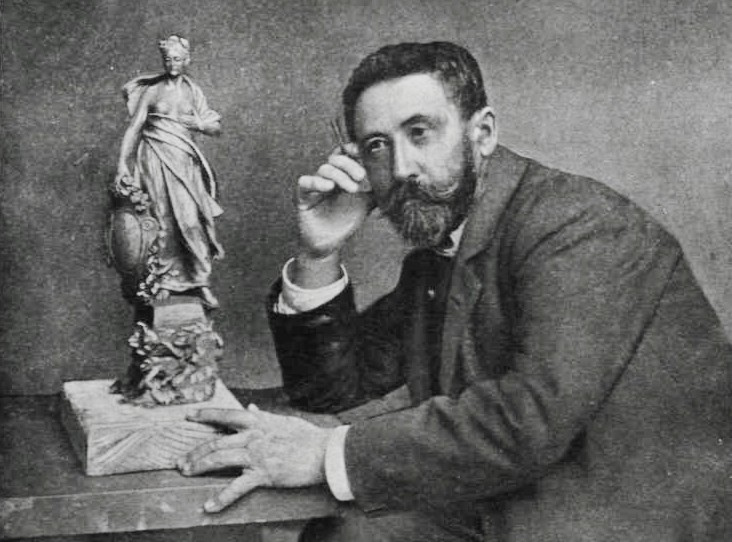
Mátrai Lajos György műtermében. Morelli Gusztáv fényképfelvétele

Apja Muderlak Vince. Szegény iparos szülőktől származott, akik a Terézvárosban laktak, ahol akkortájt a német nyelv volt a lakosság anyanyelve. S mivelhogy a Bach-korszakban nevelődött s az iskolában is csak német szót hallott, szinte idegen nyelvként kellett megtanulnia hazája nyelvét. Már mint kis fiúcska sok szeretettel rajzolt és faragcsált. Hajlamai ekkor ébredeztek, szülei tehát Kauser János kőfaragóhoz adták inasnak, akinél három évet tölt a Magyar Tudományos Akadémia épületen munkálkodva. Mestere csakhamar rájött, észrevette a próbálkozásaiból, hogy nem kőfaragónak, hanem szobrásznak való.
A szobrászpálya egzisztenciális szempontból persze nem nyújtott olyan biztos keresetforrást, olyan biztos jövőt, mint a kőfaragás, s ezért ellenezték szülei, hogy erre, az akkor még nagyon is kalandos természetű pályára lépjen. Később azonban keresztülvitte tervét. Egy épületszobrászhoz került tanulónak, ahol 1867-ig dolgozott. Ambíciója, tudáskedve ekkor külföldre hajtotta. A közelebbi cél már tiszta volt előtte: fafaragó lesz. Ügyes bécsi fafaragó-mester volt a gazdája, akitől érzése szerint többet már nem tanulhatott, ezért 1868 őszén új állomás felé vitte az útja: Párizsba. A francia-német háborúig itt maradt, lázas szorgalmat fejtve ki. Egész nap dolgozott mint faragó, a kora reggeli órákat a francia nyelv elsajátítására fordította, este pedig az akadémiára járt gipsz és természet után rajzolni.
A francia-német háború kitörésekor ismét visszatért Bécsbe, ahol Lajos Viktor főherceg palotájánál és az iparművészeti múzeum belső boltozásának díszítésével megtanulta a stukkó technikáját. Atyja halála után súlyos anyagi körülmények közé jutott. Művészeti tanulmányokat nem folytathatott s arra kényszerült, hogy fafaragó műhelyt nyisson. Ahhoz azonban, hogy ez a műhely hasznot hajtson, hiányzott belőle az üzleti érzék. Vágyai különben is művészeti tanulmányok felé űzték s így történt, hogy újabb helyzetébe nem tudott beletörődni. 1878-ban újra Párizsba ment a világkiállításra, már mint nős ember. Erre egy ösztöndíj adta meg neki a lehetőséget, a Budapesti Iparkamara utazási ösztöndíja. Párizs levegője megerősítette szobrász ambícióit.

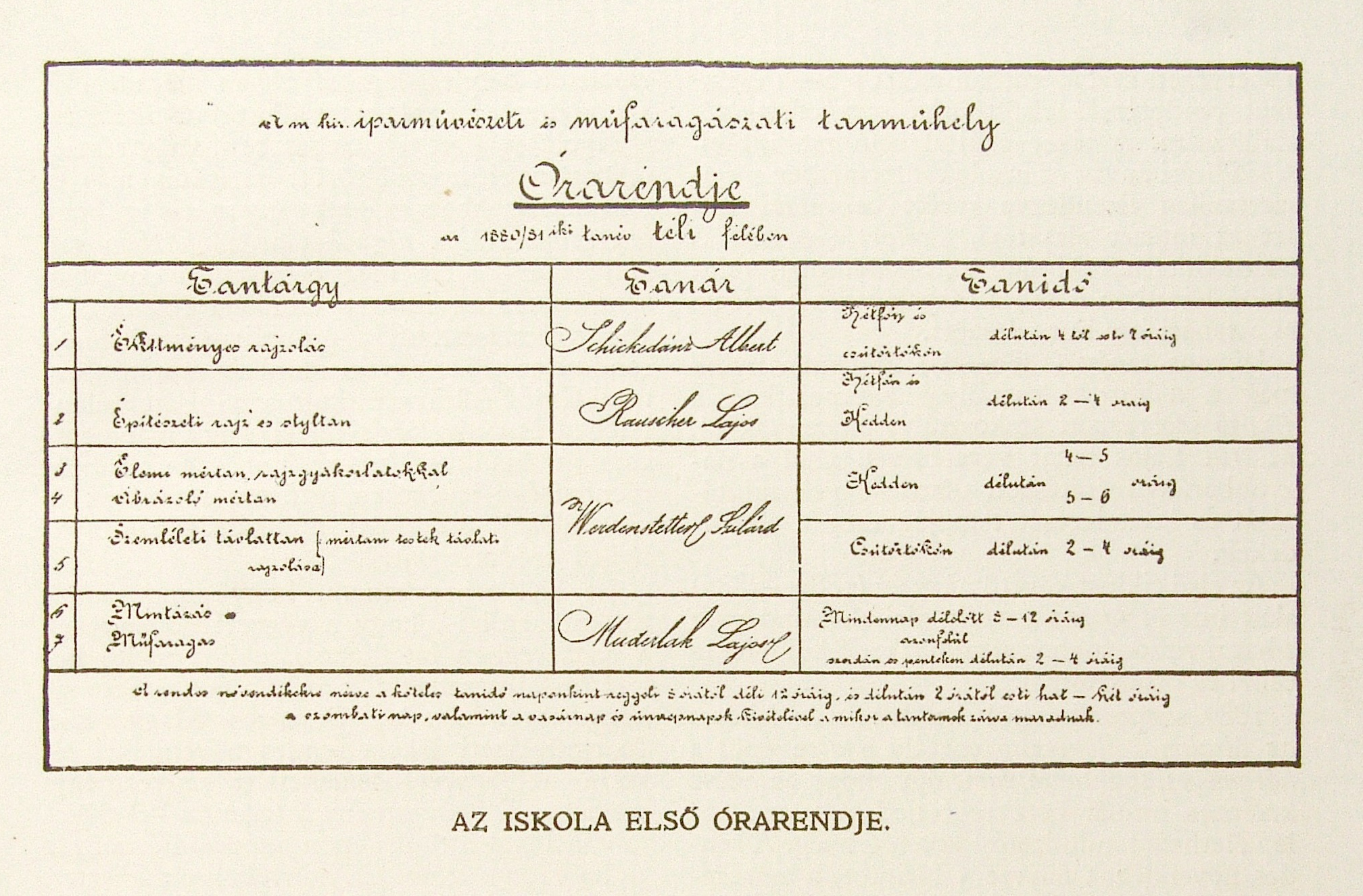
Mátrai első órabeosztása, Muderlak néven

Élt benne a törekvés, hogy addig nem jön haza, amíg alaposan meg nem ismerkedett e művészet mesterségbeli titkaival. Biztos foglalkozást talált Münchenben, II. Lajos bajor király kastélyainak építkezésénél s ami szabad ideje volt, mindet a művészetnek szentelte. Hazulról Kelety Gusztáv buzgólkodása folytán terelődött rá a figyelem, s az akkori kultuszminiszter Trefort Ágoston, 1880-ban az éppen akkor létesült Iparművészeti Iskola fafaragás tanárának hívta meg, melyben haláláig tanított. Számos alkotása közül nagyobb művei Károlyi Gáspár, Izsó Miklós, Kisfaludy Károly, Széchenyi István, Schweidel József, Vásárhelyi Pál szobra - két utóbbit Lajos fiával közösen készítette.
Halálát agyvérzés okozta. Felesége Kreyer Vilma volt.

## Mátrai Lajos, a mester

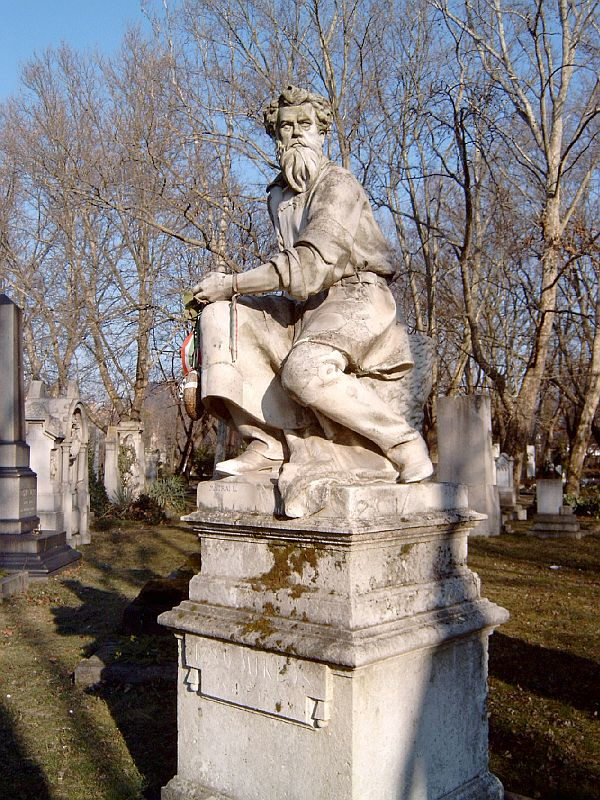
Izsó Miklós sírja Budapesten. Kerepesi temető: 34/1-3-10. Mátrai Lajos György műve.

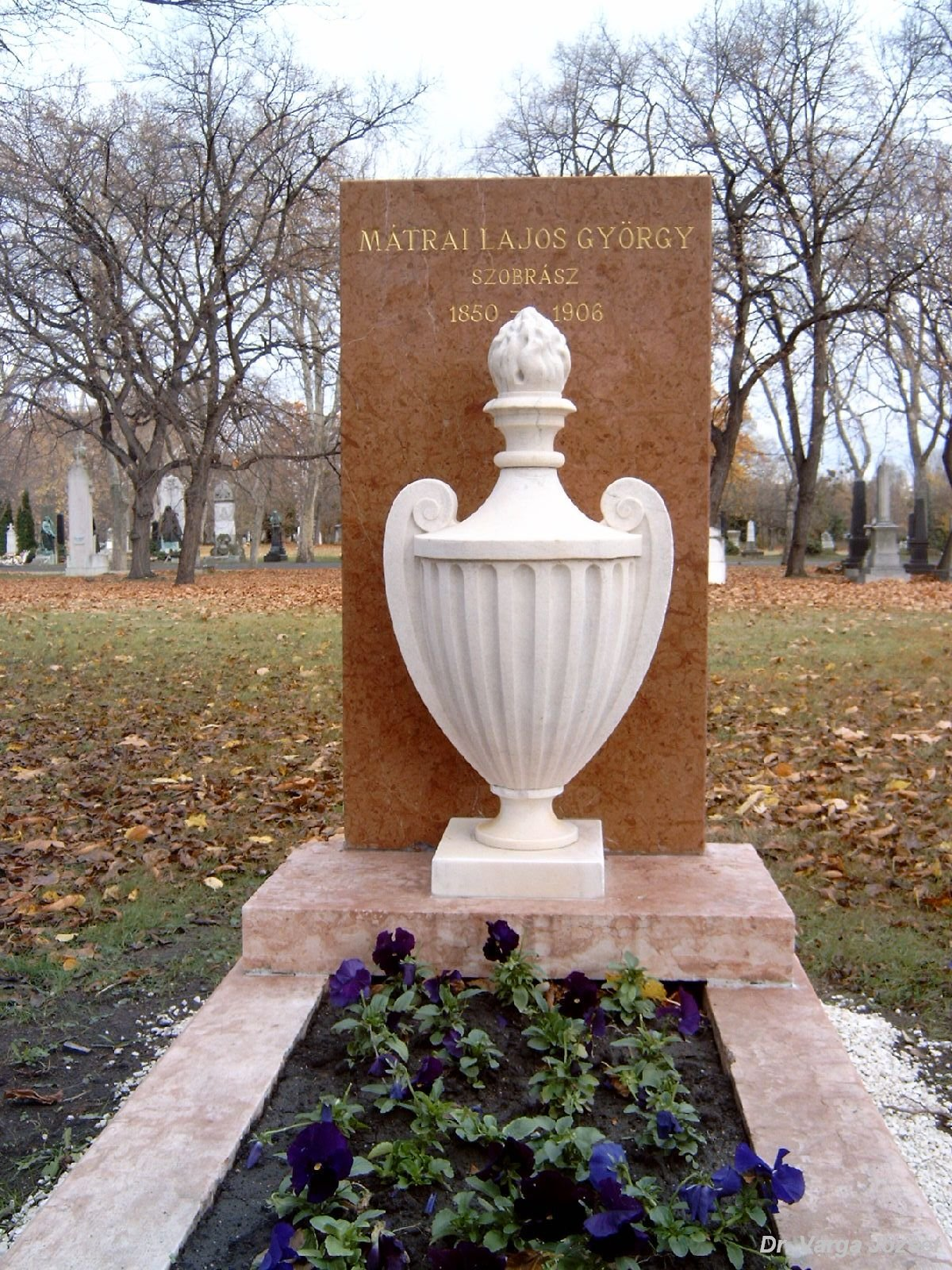
Mátrai Lajos György sírja Budapesten. Kerepesi temető: 29/3-3-47.

Mátrai Lajos György hosszú éveken át egész generációkat tanított meg a fafaragás mesterségére. Szobrász volt s erről az oldalról nem egy méretre kisebb monumentum őrzi nevét. Legfőbb műve és jelessége azonban mégis a tanítványok: fiatal iparművész-emberek, akiket nem engedett ki addig az iskola fedele alól, amíg nem voltak tisztában mesterségüknek, a fafaragásnak grammatikájával. Igazi hivatása tehát akkor kezdődik, amikor professzornak hívják az Iparművészeti Iskolába. Ebből a hivatásból minden ponton lelkiismereti kérdést csinált. Teljes lelkével neki élt, nem sajnált tőle időt, fáradságot, energiát. Szolid, a dolgukat alaposan értő munkások becsületessége ad nemes patinát professzori minőségének.

## Művei
- Schweidel József tábornok bronzszobra, (1905[2][3]) Zombor

### Emlékszobrok
- Széchenyi István (1897) Sopron
- Kisfaludy Károly (1892) Győr
- Károlyi Gáspár (1890) Gönc
- Hunyadi Mátyás (év nélkül)
- Vásárhelyi Pál bronzszobra, (1905) Szeged

### Síremlékek
- Izsó Miklós síremléke (Budapest, Fiumei úti sírkert), 1890. október 26-án leplezték le[4]

## Összegzés
Vásárhelyi Pál szegedi szobrának alkotójaként a Művészeti lexikon mindkét kiadása (1935, 1967) hibásan idős Mátrai Lajost, az apát tünteti föl a szobor alkotójaként.